# ギースバッハ
ギースバッハ (Giessbach)　は、スイス、ベルン州、ベルナー・オーバーラント地方の小川で、ファウルホルンとシュヴァルツホルン一帯を水源とし、ブリエンツ湖に注ぐ。
ブリエンツ湖の手前には、14層の滝となって流れ落ちる滝、ギースバッハ滝 (Giessbachfälle) があり、滝のまわりを散策する遊歩道が整備されている。春の雪解けの時期や雨天の日は水量が多くなり、滝の迫力がさらに増す。滝の近くには1873年からの伝統を誇るホテル、グランドホテル・ギースバッハがある。
ギースバッハ滝へのアクセスは、ブリエンツまたはインターラーケン・オストから湖船が便利。ギースバッハ・ゼーの船着場でケーブルカーに乗り換え、グランドホテル・ギースバッハから遊歩道に入る。